# Éjszaka, Reggel
Az Éjszaka, Reggel Ligeti György két vegyeskara.  Általában lassú-gyors
tételpárként, együtt adják őket elő.

## Éjszaka
Ligeti első olyan műve, ahol
elszakad a bartóki örökségtől: a hagyományos dallam-harmónia dichotómia helyett a hangzás egységes kezelésére tesz kísérletet.  Még nem tekinthető mikropolifóniának: fölismerhetőek az ütemek, a szólamok-szólampárok nem olvadnak teljesen bele a nagy egészbe.
Kétrészes mű; a két rész több szempontból is ellentétes:
- Hangkészlet: az első rész diatonikus, fehérbillentyűs klaszter, a második pentaton, feketebillentyűs.
- Belső mozgás: az első rész kavarog, a második rész hosszú hangokban egyenletesen ereszkedik.
- Az első rész emelkedő (szólamszámban, hangerőben, hangmagasságban egyaránt), a második süllyedő (hangmagasságban; a másik két szempontból stagnál).

További különbség, hogy a második rész nem tisztán olyan, ahogy fönt leírtuk: a szopránnak önálló, expresszív dallamtöredékei vannak.
A mű egy mély férfikari C-dúr akkorddal ér véget.

## Reggel
Szintén kétrészes.  A fönti ellentétek itt is megfigyelhetők:
- Az első rész pentaton, de szólamonként egy kvarttal elcsúsztatva, így a hangkészlet nyolcfokú (esz-b-f-c-g-d-a-e); a második rész diatonikus (E-dúr).
- Az első rész kavarog, a második gyors repetált hangokat alkalmaz.
- Az első rész süllyedő (a viszonylag stabil hangfekvésű szólamok föntről lefele lépnek be), a második rész emelkedő (szólamszámban, hangerőben, hangmagasságban egyaránt).

A kódában megszólal az első rész dallamának eleje.
A mű egy nagyon hangos, nagyon magas üres kvinttel ér véget (kivéve a
basszust, nekik D-t kell énekelni).